# Unione Sportiva Audace San Michele 1939-1940
Questa voce raccoglie le informazioni riguardanti l'Unione Sportiva Audace San Michele nelle competizioni ufficiali della stagione 1939-1940.

## Rosa
| N. |                   | Ruolo | Calciatore         |
| -- | ----------------- | ----- | ------------------ |
|    | Italia (bandiera) | A     | Antonio Barbieri   |
|    | Italia (bandiera) | C     | Mario Brazzoli     |
|    | Italia (bandiera) | P     | Antonio Cazzanelli |
|    | Italia (bandiera) | A     | Egidio Cortese     |
|    | Italia (bandiera) | C     | R. Endrumaschi     |
|    | Italia (bandiera) | D     | Osvaldo Fattori    |
|    | Italia (bandiera) | C     | Luigi Festi        |
|    | Italia (bandiera) | P     | Giovanni Gastaldin |

| N. |                   | Ruolo | Calciatore           |
| -- | ----------------- | ----- | -------------------- |
|    | Italia (bandiera) | C     | Andrea Milani        |
|    | Italia (bandiera) | D     | Angusto Montini      |
|    | Italia (bandiera) | C     | Giulio Pellicari     |
|    | Italia (bandiera) | A     | Radames Sandrini     |
|    | Italia (bandiera) | D     | Giuliano Schioppetto |
|    | Italia (bandiera) | D     | Mario Tessari        |
|    | Italia (bandiera) | D     | Emilio Zamperini     |
|    | Italia (bandiera) | A     | Giuseppe Zenari      |